# Mimi Steels
Maria (Mimi) Steels (31 maart 1946) is een Belgische voormalige atlete, die gespecialiseerd was in de middellange afstand en het veldlopen. Zij behaalde één Belgische titel.

## Loopbaan
Steels nam driemaal deel aan de wereldkampioenschappen veldlopen met een vierenveertigste plaats in 1974 als beste resultaat. In 1980 won ze de cross van Hannuit. Dat jaar was ze ook Belgisch kampioene geworden op de 3000 m.
Steels was aangesloten bij Olympic Essenbeek Halle, Dilbeek Atletiek Club en Excelsior Sports Club.

## Belgische kampioenschappen
| Onderdeel | Jaar |
| --------- | ---- |
| 3000 m    | 1980 |

## Persoonlijk record
| Onderdeel | Prestatie | Datum            | Plaats  |
| --------- | --------- | ---------------- | ------- |
| 3000 m    | 9.15,8    | 22 augustus 1980 | Brussel |

## Palmares

### 3000 m
- 1980:  BK AC - 9.24,6
- 1980: 5e Memorial Van Damme - 9.15,8

### veldlopen
- 1974: 44e WK te Monza
- 1976: 64e WK te Chepstow
- 1980:  Cross van Hannuit
- 1981: 96e WK  te Madrid